# 자카르타한국국제학교
자카르타한국국제학교(Jakarta Indonesia Korean School, JIKS, formerly Jakarta International Korean School)는 인도네시아 자카르타에 있는 한국학교이다. 현재 초등학교부터 고등학교까지의 과정을 운영하고 있다. 
상징동물은 호랑이로 씩씩한 기상, 용맹성을 의미한다.
교화는 하와이안 무궁화로 끈기와 연속성을 의미한다.
교조는 구관조로 정직성과 환경 적응력을 의미한다
교목은 야자수로 늘 푸르고 곧은 의지를 의미한다.
교색은 초록색이고 안정감과 생명력을 의미한다.

## 연혁
- 1976년 1월 5일: 개교
- 1980년 2월 2일: 초등학교 제 1회 졸업 (4명)
- 1990년 3월 2일: 교실부족으로 한인회 강당(2층)을 학교로 편입 사용
- 1994년 3월 3일: 중학교 과정 개설. 입학 78명
- 1997 3월 5일: 고등학교 과정 개설, 입학 72명
- 2000년 1월 25일: 고등학교 제 1회 졸업식 (76명)
- 2004년 10월 10일: 테니스장 준공
- 2007년 2월 10일: 제 9대 전호신 교장 부임
- 2009년 2월 17일: 도서실 이전 개관
- 2010년 8월 10일: 제 10대 선종복 교장 부임
- 2012년 10월 4일: 고등학교 재건축 준공
- 2013년 8월 19일: 제 11대 김승익 교장 부임
- 2016년 9월 1일: 제 12대 백우정 교장 부임
- 2017년 1월 24일: 고등학교 과정 제 18회 졸업 (졸업생 79명, 누계: 2038명)

## 같이 보기
- 재인도네시아 한국인